# Rathaus Weißensee (Thüringen)

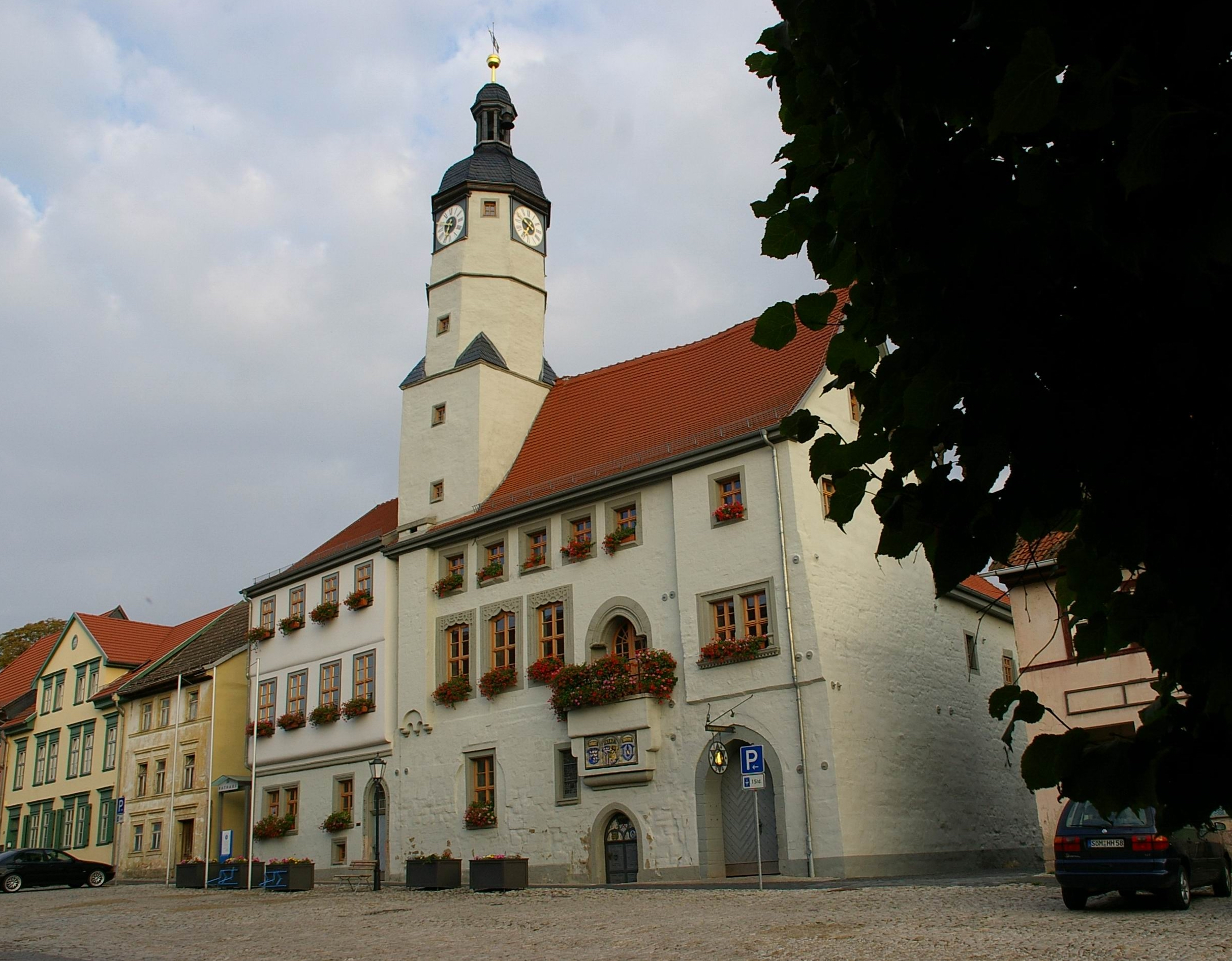
Rathaus Weißensee

Das Rathaus von Weißensee steht am Marktplatz der Stadt im Landkreis Sömmerda von Thüringen.

## Beschreibung
Der mehrteilige Gebäudekomplex wird an der Marktseite von einem traufständigen Gebäude mit drei Geschossen mit seitlich aufgesetztem Turm beherrscht. Der Kern dieses Gebäudes, ein ursprünglich freistehender Quaderbau, war um 1200 als Sitz des landgräflichen Marktmeisters entstanden. Seine nach Norden weisende Fassade sowie die Anbauten im Westen und Süden sind aus verschiedenen Bauphasen von der Spätromanik bis zur Spätrenaissance. Das Äußere des romanischen Baus wurde stark verändert. Erhalten geblieben ist das Erdgeschoss. Nach einem Brand 1474 wurde ein neuer Dachstuhl aufgesetzt. 1547 wurde die Marktfassade verändert. Ein spitzbogiges Portal wurde im Erdgeschoss eingefügt. An der Ostseite wurde ein um 1570 errichtetes, ursprünglich zweigeschossiges Bürgerhaus mit dem Rathaus verbunden und später aufgestockt. 1589/90 wurde der Turm errichtet. Das Erdgeschoss ist mit einem Kreuzgratgewölbe auf kräftigen Konsolen überspannt.